# Vòng loại Giải vô địch bóng đá nữ thế giới 2019
Vòng loại Giải vô địch bóng đá nữ thế giới 2019 được tổ chức nhằm chọn ra 24 đội tham dự Giải vô địch bóng đá nữ thế giới (World Cup nữ) 2019, trong đó nước chủ nhà Pháp được vào thẳng World Cup nữ 2019. Đây là lần thứ tám Giải vô địch bóng đá nữ thế giới (diễn ra 4 năm/lần) được tổ chức. World Cup nữ 2019 là lần thứ ba giải đấu diễn ở châu Âu (sau năm 1995 ở Thụy Điển và năm 2011 ở Đức).

## Các đội vượt qua vòng loại

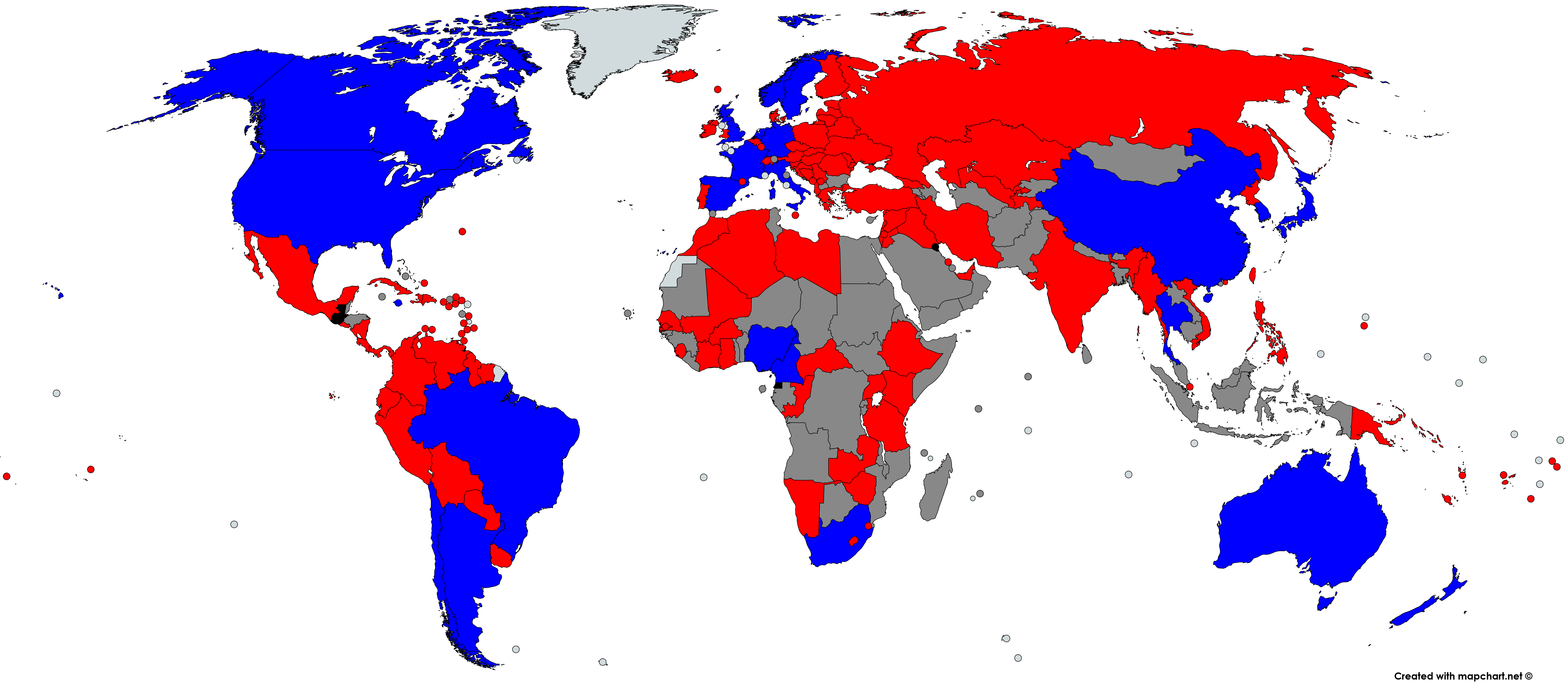
Các đội tham dự World Cup
Các đội thất bại ở vòng loại
Các đội bị FIFA cấm tham dự vòng loại
Các đội không tham dự vòng loại

| Đội         | Tư cách vượt qua vòng loại                    | Ngày vượt qua vòng loại | Số lần vào VCK | Lần cuối | Chuổi tham dự | Thành tích tốt nhất                |
| ----------- | --------------------------------------------- | ----------------------- | -------------- | -------- | ------------- | ---------------------------------- |
| Pháp        | Chủ nhà                                       | 19 tháng 3 năm 2015     | 4              | 2015     | 3             | Hạng tư (2011)                     |
| Trung Quốc  | Hạng ba Cúp bóng đá nữ châu Á 2018            | 9 tháng 4 năm 2018      | 7              | 2015     | 2             | Á quân (1999)                      |
| Thái Lan    | Hạng tư Cúp bóng đá nữ châu Á 2018            | 12 tháng 4 năm 2018     | 2              | 2015     | 2             | Vòng bảng (2015)                   |
| Úc          | Á quân Cúp bóng đá nữ châu Á 2018             | 13 tháng 4 năm 2018     | 7              | 2015     | 7             | Tứ kết (2007, 2011, 2015)          |
| Nhật Bản    | Vô địch Cúp bóng đá nữ châu Á 2018            | 13 tháng 4 năm 2018     | 8              | 2015     | 8             | Vô địch (2011)                     |
| Hàn Quốc    | Hạng năm Cúp bóng đá nữ châu Á 2018           | 16 tháng 4 năm 2018     | 3              | 2015     | 2             | Vòng 1/8 (2015)                    |
| Brasil      | Vô địch Cúp bóng đá nữ Nam Mỹ 2018 champions  | 19 tháng 4 năm 2018     | 8              | 2015     | 8             | Runners-up (2007)                  |
| Chile       | Á quân Cúp bóng đá nữ Nam Mỹ 2018             | 22 tháng 4 năm 2018     | 1              | –        | 1             | Lần đầu                            |
| Tây Ban Nha | Nhất bảng 7 ở vòng loại UEFA                  | 8 tháng 6 năm 2018      | 2              | 2015     | 2             | Vòng bảng (2015)                   |
| Ý           | Nhất bảng 6 ở vòng loại UEFA                  | 8 tháng 6 năm 2018      | 3              | 1999     | 1             | Tứ kết (1991)                      |
| Anh         | Nhất bảng 1 ở vòng loại UEFA                  | 31 tháng 8 năm 2018     | 5              | 2015     | 4             | Hạng ba (2015)                     |
| Scotland    | Nhất bảng 2 ở vòng loại UEFA                  | 4 tháng 9 năm 2018      | 1              | –        | 1             | Lần đầu                            |
| Na Uy       | Nhất bảng 3 ở vòng loại UEFA                  | 4 tháng 9 năm 2018      | 8              | 2015     | 8             | Vô địch (1995)                     |
| Thụy Điển   | Nhất bảng 4 ở vòng loại UEFA                  | 4 tháng 9 năm 2018      | 8              | 2015     | 8             | Á quân (2003)                      |
| Đức         | Nhất bảng 5 ở vòng loại UEFA                  | 4 tháng 9 năm 2018      | 8              | 2015     | 8             | Vô địch (2003, 2007)               |
| Canada      | Á quân Giải vô địch bóng đá nữ CONCACAF 2018  | 14 tháng 10 năm 2018    | 7              | 2015     | 7             | Hạng tư (2003)                     |
| Hoa Kỳ      | Vô địch Giải vô địch bóng đá nữ CONCACAF 2018 | 14 tháng 10 năm 2018    | 8              | 2015     | 8             | Vô địch (1991, 1999, 2015)         |
| Jamaica     | Hạng ba Giải vô địch bóng đá nữ CONCACAF 2018 | 17 tháng 10 năm 2018    | 1              | –        | 1             | Lần đầu                            |
| Hà Lan      | Thắng play-off khu vực châu Âu                | 13 tháng 11 năm 2018    | 2              | 2015     | 2             | Vòng 1/8 (2015)                    |
| Argentina   | Thắng play-off CONCACAF – CONMEBOL            | 13 tháng 11 năm 2018    | 3              | 2007     | 1             | Vòng bảng (2003, 2007)             |
| Nigeria     | Vô địch Cúp bóng đá nữ châu Phi 2018          | 27 tháng 11 năm 2018    | 8              | 2015     | 8             | Tứ kết (1999)                      |
| Nam Phi     | Á quân Cúp bóng đá nữ châu Phi 2018           | 27 tháng 11 năm 2018    | 1              | –        | 1             | Làn đầu                            |
| Cameroon    | Hạng ba Cúp bóng đá nữ châu Phi 2018          | 30 tháng 11 năm 2018    | 2              | 2015     | 2             | Vòng 1/8 (2015)                    |
| New Zealand | Vô địch Cúp bóng đá nữ châu Đại Dương 2018    | 1 tháng 12 năm 2018     | 5              | 2015     | 4             | Vòng bảng (1991, 2007, 2011, 2015) |

## Phân bổ suất tham dự World Cup
Các suất phân bổ được Hội đồng FIFA công bố từ ngày 13 đến ngày 14 tháng 10 năm 2016. Các suất tham dự vẫn được giữ nguyên so với giải đấu trước, ngoại trừ suất chủ nhà được chuyển từ CONCACAF (Canada) sang UEFA (Pháp).

### Tóm tắt
Các trận đấu bắt đầu vào ngày 03/04/2017 và kết thúc vào ngày 01/12/2018.
Trừ chủ nhà Pháp, 207/210 hiệp hội thành viên còn lại của FIFA có thể đủ điều kiện tham dự vòng loại nếu họ chọn tham gia. Các trường hợp không đủ điều kiện là: Guatemala, Kuwait (do bị FIFA cấm hoạt động) và Guinea Xích Đạo (bị cấm tham dự World Cup nữ 2019). Guam, Liban, Sierra Leone và Quần đảo Tooks và Caicos tuy đã được bốc thăm chia đội nhưng sau đó đã rút lui.
Hơn 30 quốc gia (hầu hết ở châu Á và châu Phi) không tham dự vòng loại, bao gồm Ả Rập Saudi, Tunisia và Ai Cập (những quốc gia đã vượt qua Vòng loại Giải vô địch bóng đá nam thế giới 2018).
| Liên đoàn | Giải đấu                                         | Số suất phân bổ | Số qua vòng loại | Số nước dự | Số nước bỏ cuộc | Qualification start | Qualification end |
| --------- | ------------------------------------------------ | --------------- | ---------------- | ---------- | --------------- | ------------------- | ----------------- |
| AFC       | Cúp bóng đá nữ châu Á 2018                       | 5               | 5                | 24         | 19              | 03/04/2017          | 20/04/2018        |
| CAF       | Cúp bóng đá nữ châu Phi 2018                     | 3               | 3                | 24[1]      | 21              | 04/04/2018          | 01/12/2018        |
| CONCACAF  | Giải vô địch bóng đá nữ CONCACAF 2018            | 3.5             | 3                | 28[2]      | 25              | 05/05/2018          | 17/10/2018[3]     |
| CONMEBOL  | Cúp bóng đá nữ Nam Mỹ 2018                       | 2.5             | 3                | 10         | 7               | 04/04/2018          | 22/04/2018[3]     |
| OFC       | Cúp bóng đá nữ châu Đại Dương 2018               | 1               | 1                | 11         | 10              | 24/08/2018          | 01/12//2018       |
| UEFA      | 2019 FIFA Women's World Cup qualification (UEFA) | 8+H             | 8+H              | 46+H       | 38              | 06/04/2017          | 13/11/2018        |
| Tổng      | Vòng loại Giải vô địch bóng đá nữ thế giới 2019  | 23+H            | 23+H             | 143+H      | 120             | 03/04/2017          | 01/12/2018        |

1 25 đội tham gia vòng loại của CAF, tuy nhiên Guinea Xích Đạo không thể đủ điều kiện tham dự World Cup bất kể thành tích của họ tại Cúp bóng đá nữ châu Phi.
2 Mặc dù có 30 đội tham dự vòng loại CONCACAF nhưng do Guadeloupe và Martinique không phải là thành viên FIFA nên không đủ điều kiện tham dự World Cup.
3 Mỗi đội từ CONCACAF (Panama) và CONMEBOL (Argentina) thi đấu play-off vào ngày 08/11/2018 và ngày 13/11/2018 để giành vé dự World Cup.
- H: Chủ nhà (hosts)

## Vòng loại các liên đoàn châu lục

### AFC
Như các lần trước, Cúp bóng đá nữ châu Á cũng đồng thời là vòng loại World Cup cho các thành viên của AFC. Quá trình Vòng loại World Cup như sau:
- Vòng đầu: Vòng loại Cúp bóng đá nữ châu Á 2018 được tổ chức từ ngày 3 đến ngày 12 tháng 4 năm 2017.[9] Có 24 đội tuyển thành viên của AFC tham dự vòng loại năm 2018, trong đó Nhật Bản, Úc và Trung Quốc được phép vào thẳng vòng chung kết vì là ba đội tuyển đứng đầu Cúp bóng đá nữ châu Á 2014 và không phải đá vòng loại. Jordan cũng vào thẳng vòng chung kết nhưng vẫn tham dự vòng loại.[10] Do đó, 21 đội còn lại được chia thành một bảng sáu đội và ba bảng năm đội. Ở mỗi bảng, các đội thi đấu với nhau một trận tại một địa điểm tập trung, 4 đội đầu bảng giành quyền tham dự VCK. Do Jordan đứng đầu bảng của họ, đội đứng thứ nhì (Philippines) cũng được tham dự VCK.
- Vòng chung kết: 8 đội vượt qua vòng đầu sẽ tham dự Cúp bóng đá nữ châu Á 2018, được tổ chức tại Jordan.[11][12] Các đội được chia vào hai bảng, mỗi bảng bốn đội. Hai đội đứng đầu bảng (bao gồm 4 đội) sẽ giành quyền tham dự Giải vô địch bóng đá nữ thế giới 2019, hai đội đứng thứ ba (Philippines và Hàn Quốc) sẽ đá thêm một trận play-off để chọn ra đội cuối cùng của AFC tham dự World Cup.

#### Vòng bảng
| VT | Đội         | ST | Đ |
| -- | ----------- | -- | - |
| 1  | Trung Quốc  | 3  | 9 |
| 2  | Thái Lan    | 3  | 6 |
| 3  | Philippines | 3  | 3 |
| 4  | Jordan (H)  | 3  | 0 |

| VT | Đội      | ST | Đ |
| -- | -------- | -- | - |
| 1  | Úc       | 3  | 5 |
| 2  | Nhật Bản | 3  | 5 |
| 3  | Hàn Quốc | 3  | 5 |
| 4  | Việt Nam | 3  | 0 |

#### Tranh vị trí thứ năm
| Đội 1       | Tỉ số | Đội 2    |
| ----------- | ----- | -------- |
| Philippines | 0–5   | Hàn Quốc |

### CONMEBOL

#### Vòng chung kết
| VT | Đội       | ST | Đ |
| -- | --------- | -- | - |
| 1  | Brasil    | 3  | 9 |
| 2  | Chile     | 3  | 4 |
| 3  | Argentina | 3  | 3 |
| 4  | Colombia  | 3  | 1 |

### OFC

#### Vòng knock-out
|  | Semi-finals         | Semi-finals |                     |   | Final | Final |
|  |                     |             |                     |   |       |       |
|  | 28 November – Maré  |             |                     |   |       |       |
|  |                     |             |                     |   |       |       |
|  | Papua New Guinea    | 1           |                     |   |       |       |
|  | Papua New Guinea    | 1           | 1 December – Nouméa |   |       |       |
|  | Fiji                | 5           |                     |   |       |       |
|  | Fiji                | 5           | Fiji                | 0 |       |       |
|  | 28 November – Lifou |             | Fiji                | 0 |       |       |
|  |                     | New Zealand | 8                   |   |       |       |
|  | New Zealand         | New Zealand | 8                   | 8 |       |       |
|  | New Zealand         |             |                     | 8 |       |       |
|  | Nouvelle-Calédonie  | 0           |                     |   |       |       |
|  | Nouvelle-Calédonie  | 0           | Third place match   |   |       |       |
|  |                     |             |                     |   |       |       |
|  | 1 December – Nouméa |             |                     |   |       |       |
|  |                     |             |                     |   |       |       |
|  | Papua New Guinea    | 7           |                     |   |       |       |
|  | Papua New Guinea    | 7           |                     |   |       |       |
|  | Nouvelle-Calédonie  | 1           |                     |   |       |       |

## Vua phá lưới
Đã có 1562 bàn thắng ghi được trong 392 trận đấu, trung bình 3.98 bàn thắng mỗi trận đấu.
19 bàn thắng
- Khadija Shaw

14 bàn thắng
- Maysa Jbarah

10 bàn thắng
- Janice Cayman

9 bàn thắng
- Catalina Usme
- María Pérez
- Trina Davis
- Stephanie Al-Naber

8 bàn thắng
- Loza Abera
- Win Theingi Tun
- Sarah Gregorius
- Meagen Gunemba

7 bàn thắng
- Li Ying
- Rachel Peláez
- Nadia Nadim
- Cema Nasau
- Luisa Tamanitoakula
- Cristiana Girelli
- Shahnaz Jebreen
- Vivianne Miedema
- Lisa-Marie Karlseng Utland
- Jennifer Hermoso
- Kayla Taylor
- Alex Morgan

6 bàn thắng
- Bia Zaneratto
- Adriana Leon
- Sanne Troelsgaard Nielsen
- Nikita Parris
- Alexandra Popp
- Lea Schüller
- Zahra Ghanbari
- Jody Brown
- Sherida Spitse
- Emma Rolston
- Rosie White
- Desire Oparanozie
- Caroline Graham Hansen
- Elena Danilova
- Nadezhda Smirnova
- Phoenetia Browne
- Cho So-hyun
- Lara Dickenmann
- Mariah Shade
- Huỳnh Như